# 谷内正太郎
谷内 正太郎（やち しょうたろう、1944年〈昭和19年〉1月6日 - ）は、日本の外交官。
外務事務次官、政府代表、内閣官房参与、国家安全保障局長（初代）、内閣特別顧問を歴任。

## 人物
石川県生まれ、富山県育ち。貧しい環境で苦労して育つ。大学時代は若泉敬主宰の研究会に参加し、研鑽を積む。学者を目指して大学院に進学するものの、指導教官の急死などで断念し、外交官となる。
外務事務次官としては異例の3年（在任 2005年（平成17年）1月4日 - 2008年（平成20年）1月17日）を務め、安倍内閣の外務大臣・麻生太郎の提唱した外交方針（価値観外交および戦略的互恵関係）の策定・実行に中心的役割を果たした。退官後は早稲田大学、慶應義塾大学湘南藤沢キャンパス等で教鞭を執り、前記大学合同の授業は谷内塾と呼ばれた。なお、東大（駒場）からは専任講師をオファーされたが教授職を希望して断った。2012年（平成24年）に発足した第2次安倍内閣では内閣官房参与に就任した。
外務省における田中眞紀子と鈴木宗男の争いにおいては、田中眞紀子に忠実に仕えた。鈴木宗男に対しては「私は鈴木さんには詫びない。鈴木さんの考え方は、外交論として筋の通ったものだ。それを踏まえたうえで、外務省の方針を決める。それで鈴木さんとぶつかるなら、残念だけれども仕方が無い」という態度をとり、後日の鈴木宗男バッシングにも加わらなかった。これを鈴木に伝えた外務省の情報官・佐藤優によれば、それを聞いた鈴木は「谷内はしっかり者だ」と言ったという。佐藤も、谷内を「官僚道をわきまえた人物」と評価している。
2009年（平成21年）4月17日付の毎日新聞朝刊に掲載された北方領土に関するインタビューで、「個人的には3.5島返還でもいいのではないかと考えている。北方四島を日露両国のつまずきの石にはしたくない」と述べ、四島すべての返還に固執するべきではないとの考えを示した。同年4月20日に外務大臣の中曽根弘文からこの発言に対し厳重注意を受け、「全体の発言の流れの中で誤解を与えるような発言があったかもしれない。深く反省している」と述べた。
2013年（平成25年）11月、週刊文春に第2次安倍内閣にカジノ構想実現を強く働きかけていたセガサミー会長の里見治と、同社の顧問を務めるなど公私ともに極めて親密な関係にあると報じられた。同年12月の報道によれば、里見がかつて入管難民法違反で逮捕されたホステスママが経営する赤坂の高級韓国クラブにも出入りしており、その交遊はかなり古い時代からのもので、セガサミー社のゲーム機の中国への輸出解禁にも協力している。また、谷内が主催する政経勉強会「寛総会」の事務局長は漫画版権管理会社の経営者で、かつて経営していた大阪の不動産会社が旧住専からの多額融資を焦げ付かせ、役員を務める大蔵官僚出身で元衆議院議員の村田吉隆に高額報酬を支払っていたことを報じられている。
第1次安倍内閣では安倍首相の初外遊である電撃訪中をともに日中総合政策対話を行ってきた中国の戴秉国と交渉に当たり、実現させた。第2次安倍内閣誕生後も2015年（平成27年）7月の訪中以来から中国政府と日中ハイレベル政治対話を定期的に行っており、谷内が安倍政権で重要な役割を果たしていることから日本の一官僚に対するものでは中国は異例の厚遇をしていると石平は評している。
2016年11月にはロシア連邦大統領のウラジーミル・プーチンの訪日に備えた予備交渉をロシアのニコライ・パトルシェフ安全保障会議書記と行い、北方領土2島返還後の米軍の基地配備について問われ可能性を示唆してロシア側を仰天させた。外交を巡っては中露との経済協力に慎重であり、ロシアとの共同経済活動や中国の一帯一路やAIIBへの参加に積極的な秘書官の今井尚哉との政権内での対立も報じられていた。
2018年米朝首脳会談では、事前に行われた安倍首相とアメリカ合衆国大統領のドナルド・トランプによる日米会談などのための訪米に同行したのち、情報収集のため金杉憲治外務省アジア大洋州局長とともに、現地シンガポールに派遣された。
2019年9月13日に内閣改造に合わせて、国家安全保障局長・内閣特別顧問を退任。

## 略歴

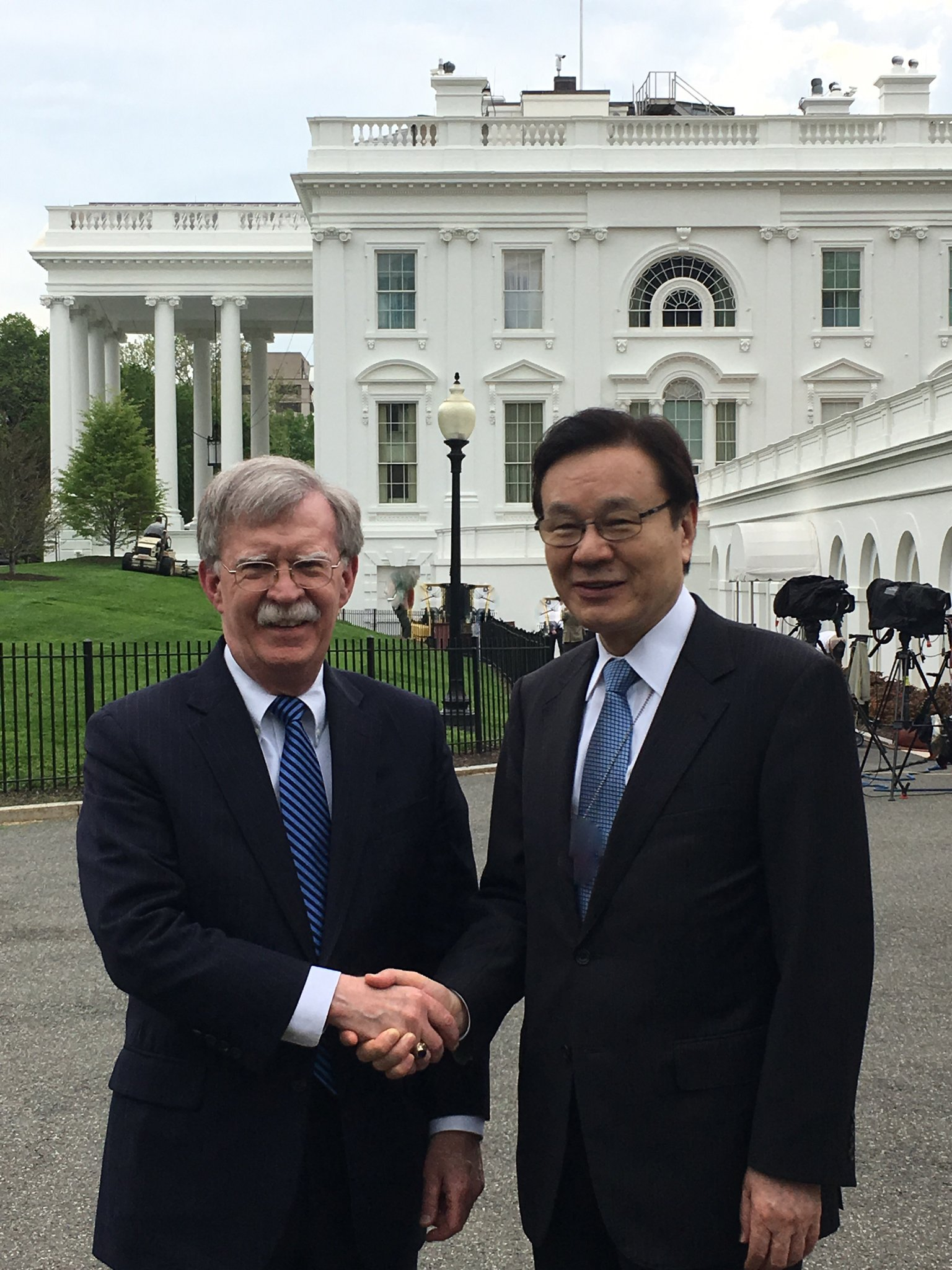
2019年4月26日、米国の国家安全保障担当補佐官ジョン・ボルトンとの会談

- 1962年（昭和37年）3月 - 富山県立富山中部高等学校卒業
- 1966年（昭和41年）3月 - 東京大学法学部卒業
- 1969年（昭和44年）3月 - 東京大学大学院法学政治学研究科修士課程修了
- 1969年（昭和44年）4月 - 外務省入省
  - 英語研修（フレッチャースクール修士課程修了）
  - 在アメリカ合衆国日本国大使館在勤
  - 条約局条約課勤務
  - 在フィリピン日本国大使館一等書記官
  - 欧州共同体日本代表部一等書記官
- 1985年（昭和60年）1月 - 外務省条約局法規課長
- 1987年（昭和62年）8月 - 在アメリカ合衆国日本国大使館参事官
- 1992年（平成4年）5月 - 外務省大臣官房人事課長
- 1995年（平成7年）7月 - 同・審議官
- 1996年（平成8年）7月 - 在ロサンゼルス日本国総領事館総領事
- 1999年（平成11年）8月 - 外務省条約局長
- 2001年（平成13年）1月 - 外務省総合外交政策局長
- 2002年（平成14年）10月 - 内閣官房副長官補
- 2005年（平成17年）1月 - 外務事務次官
- 2008年（平成20年）1月17日 - 外務事務次官退任、外務省顧問就任
- 2008年（平成20年）4月1日 - 早稲田大学日米研究機構客員教授
- 2008年（平成20年）6月 - セーレン社外取締役
- 2008年（平成20年）7月 - 社団法人先端技術産業戦略推進機構理事
- 2009年（平成21年）1月20日 - 政府代表（ - 2009年9月）
- 2010年（平成22年）7月 - 外務省顧問退任
- 2010年（平成22年）12月 - 外務省顧問再就任
- 2011年（平成23年）5月 - 一般社団法人外国語通訳検定協会代表理事
- 2012年（平成24年）6月 - 富士通株式会社取締役
- 2012年（平成24年）12月 - 内閣官房参与（ - 2014年1月）
- 2014年（平成26年）1月 - 国家安全保障局長（初代） 兼 内閣特別顧問（国家安全保障担当）
- 2019年（令和元年）9月 - 国家安全保障局長・内閣特別顧問 退任、鹿島建設株式会社顧問[22]
- 2019年（令和元年）10月 - 谷内事務所代表、富士通株式会社エグゼクティブアドバイザー、TMI総合法律事務所顧問[23]
- 2020年（令和2年）4月 - 富士通フューチャースタディーズ・センター理事長[24]
  - この他、東京電力でも顧問を務めていた事がわかっている（時期は明らかにされていない）[25]。